# Helegonatopus saotomensis
Helegonatopus saotomensis är en stekelart som beskrevs av Prinsloo 1979. Helegonatopus saotomensis ingår i släktet Helegonatopus och familjen sköldlussteklar. Inga underarter finns listade i Catalogue of Life.